# Giro d'Italia de 2018
A 101.ª edição do Giro d'Italia é uma corrida de ciclismo em estrada por etapas que se celebrou entre 4 e 27 de maio de 2018 partindo em terra santa desde a cidade de Jerusalém e finalizando na área metropolitana de Roma sobre um percurso de 3571,4 quilómetros. Uma das grandes novidades desta edição é o início pela primeira vez na história de uma das Grandes Voltas fora do continente europeu com as primeiras 3 etapas em Israel e as restantes em território italiano.
A corrida faz parte do UCI World Tour de 2018 e foi ganhada pelo ciclista britânico Chris Froome da equipa Sky, quem com este triunfo converteu-se no sétimo corredor a conquistar as três grandes voltas com um total de seis triunfos. O pódio foi completo pelo ciclista holandês Tom Dumoulin, quem não pôde revalidar o triunfo obtido na edição anterior e o ciclista colombiano Miguel Ángel López da equipa Astana, quem continuou mostrando a sua progressão em tentar de procurar a sua primeira vitória numa grande volta.

## Equipas participantes
Tomaram a partida um total de 22 equipas dos quais assistem por direito próprio as 18 equipas UCI WorldTeam e por convite direto dos organizadores da prova (RCS Sport) 4 equipas de categoria Profissional Continental. As 4 equipas convidadas são: a Androni Giocattoli-Sidermec quem ganhou uma dos quatro convites ao ter sido vencedor da Copa Itália de ciclismo 2017, o Israel Cycling Academy, cujo convite se viu influenciada pelo início da corrida em Israel e repetem a Bardiani-CSF e o Wilier Triestina-Selle Italia. Uma novidade destacada com respeito a edições anteriores é a redução do número de ciclistas por equipa de 9 a 8, de forma que o grosso do pelotão que tomará a saída reduzir-se-á de 198 a 176 participantes.
| Equipes WorldTeam (18)- AG2R La Mondiale - Astana - Bahrain-Merida - BMC Racing Team - Bora-Hansgrohe - Dimension Data - EF Education First-Drapac p/b Cannondale - Groupama-FDJ - Katusha-Alpecin - Lotto NL-Jumbo - Lotto Soudal - Mitchelton-Scott - Movistar Team - Quick-Step Floors - Sky - Team Sunweb - Trek-Segafredo - UAE Team Emirates Equipes profissionais Continentais (4)- Androni Giocattoli-Sidermec - Bardiani CSF - Israel Cycling Academy - Wilier Triestina-Selle Italia |
| |

## Favoritos
Partem como máximos favoritos:
- Chris Froome (Sky). Depois de ganhar a Volta a Espanha de 2017, o quatro vezes vencedor da Volta a França tentará agregar a seu palmarés a única grande volta que lhe falta e que também lhe foi esquiva à equipa Sky e se converter no primeiro corredor a ganhar três grandes voltas de maneira consecutiva desde que o fizesse o francês Bernard Hinault. Assim mesmo procura na presente temporada vencer no doblete Giro-Tour, o qual não tem sido atingido desde que Marco Pantani o conseguisse em 1998. No entanto, a sua presença está sujeita a controvérsia, como o seu positivo por Salbutamol na passada Volta ainda não tem resultado numa decisão disciplinaria.
- Tom Dumoulin (Sunweb). Como principal objectivo para a temporada 2018 Dumoulin tem optado por procurar revalidar o título obtido no Giro 2017 em frente a outras opções como o Tour, do qual não tem descartado a sua participação. Sobre a sua decisão Dumoulin a indicado que: "Vou a onde tenha mais possibilidades"[4] e, em especial, os 44,1 km de contrarrelógio individual presentes na Volta a Itália, fazem do vigente campeão mundial da especialidade um candidato muito forte para ganhar a "Maglia Rosa" e demonstrar, de acordo com as suas palavras, que seu triunfo em 2017 "não foi flôr de um dia".[5]

Outros favoritos:
- Fabio Aru (UAE Emirates). Depois de um início prometedor na temporada de 2017, na que conseguiu vencer numa etapa e vestir o "Maillot Jeune" no Tour e seu posterior estancamento ao final do Tour e na Volta, o italiano vencedor da Volta a Espanha de 2015, segundo no Giro d'Italia de 2015 e terceiro no Giro d'Italia de 2014 procurará em sua nova equipa dar a briga pela "Maglia Rosa".
- Esteban Chaves (Mitchelton-Scott). Depois de superar uma tendinite no joelho direito e não ter obtido bons resultados na temporada 2017,[6] o ciclista colombiano, quem fosse segundo no Giro d'Italia de 2016 e terceiro na Volta a Espanha de 2016, volta motivado na edição de 2018 para lutar pela "Maglia Rosa" depois de reencontrar-se com a vitória na presente temporada com seu triunfo no Herald Sun Tour.
- Thibaut Pinot (Groupama-FDJ). Chega ao Giro precedido de uma vitória no exigente Tour dos Alpes e uma preparação focada no Giro mediante a qual o ciclista francês, quem fosse terceiro no Tour de France de 2014, espera dar o salto de nível necessário para ganhar sua primeira grande volta.
- Miguel Angel López (Astana). Chega ao Giro precedido de boas actuações com um triunfo de etapa e um segundo lugar no Tour de Omã e um triunfo de etapa e um terceiro lugar na Volta aos Alpes, com os que o ciclista colombiano, quem demonstrou grande força na montanha com dois triunfos de etapa e o título de melhor jovem na passada Volta a Espanha, espera continuar sua progressão procurando um lugar destacado na classificação final.[7]
- Domenico Pozzovivo (Bahrain Merida). Depois da sua sexta lacuna em 2017, o Italiano esperará fazer uma melhor posição na classificação geral, em onde terá a um homem como Giovanni Visconti quem apoiá-lo-á nas etapas duras de montanha.
- Simon Yates (Mitchelton-Scott). Na temporada 2018, mostrou-se combativo com um triunfo de etapa e o segundo lugar na classificação geral da Paris-Nice e a etapa final da Volta a Catalunha, com os que o britânico, sétimo e melhor jovem no Tour de France de 2017 em conjunto com o seu colega de equipa Esteban Chaves esperam combinar ataques face à luta pela classificação geral.
- Michael Woods (EF Education First-Drapac). O ciclista canadiense do Cannondale-Drapac foi a grande revelação da última edição da Volta a Espanha com a sua 7.ª posto da classificação geral na que era a sua segunda participação numa grande volta de 3 semanas, já com 31 anos tendo atingido a sua maturidade desportiva tentará lutar por se meter no pódio deste Giro e subir um degrau desportivamente.
- George Bennett (LottoNL-Jumbo). Vem a esta Volta a Itália como chefe de equipa do LottoNL-Jumbo depois da ausência do holandês Steven Kruijswijk, depois de um irregular ano 2017 cheio de quedas e lesões que não lhe deixaram render a bom nível tentará demonstrar que o 10.º posto conseguido na classificação geral da Volta a Espanha de 2016 não foi fruto da casualidade, nas altas cimeiras contará com um gregário de luxo como Robert Gesink.
- Louis Meintjes (Dimension Data). Sua 8ª posição nas duas anteriores edições do Tour de France (2016 e 2017) foram dois boas surpresas que também acabaram consolidando ao ciclista sul-africano como um dos grandes escaladores do momento e alguém a ter muito em conta nesta edição da Volta a Itália, para as etapas de montanha contará com a inestimável ajuda de um grande conhecedor da corrida como o espanhol Igor Antón.

## Desenvolvimento da corrida
| Etapa | Data       | Percurso                                 | type                      | Distância (km) | Vencedor              | Líder geral  |
| ----- | ---------- | ---------------------------------------- | ------------------------- | -------------- | --------------------- | ------------ |
| 1     | 4 mai.     | Jerusalém – Jerusalém                    | contrarrelógio individual | 9,7            | Tom Dumoulin          | Tom Dumoulin |
| 2     | 5 mai.     | Haifa – Tel Aviv                         | etapa plana               | 167            | Elia Viviani          | Rohan Dennis |
| 3     | 6 mai.     | Beerseba – Eilat                         | etapa escarpada           | 229            | Elia Viviani          | Rohan Dennis |
|       | 7 de maio  | Descanso e mudança a território italiano | Dia de descanso           |                |                       |              |
| 4     | 8 mai.     | Catânia – Caltagirone                    | etapa escarpada           | 202            | Tim Wellens           | Rohan Dennis |
| 5     | 9 mai.     | Agrigento – Santa Ninfa                  | etapa escarpada           | 153            | Enrico Battaglin      | Rohan Dennis |
| 6     | 10 mai.    | Caltanissetta – Etna                     | alta montanha             | 164            | Esteban Chaves        | Simon Yates  |
| 7     | 11 mai.    | Pizzo – Praia a Mare                     | etapa plana               | 159            | Sam Bennett           | Simon Yates  |
| 8     | 12 mai.    | Praia a Mare – Montevergine              | média montanha            | 209            | Richard Carapaz       | Simon Yates  |
| 9     | 13 mai.    | Pesco Sannita – Campo Imperatore         | alta montanha             | 225            | Simon Yates           | Simon Yates  |
|       | 14 de maio | Dia de descanso                          | Dia de descanso           |                |                       |              |
| 10    | 15 mai.    | Penne – Gualdo Tadino                    | etapa escarpada           | 244            | Matej Mohorič         | Simon Yates  |
| 11    | 16 mai.    | Assis – Osimo                            | etapa escarpada           | 156            | Simon Yates           | Simon Yates  |
| 12    | 17 mai.    | Osimo – Ímola                            | etapa plana               | 214            | Sam Bennett           | Simon Yates  |
| 13    | 18 mai.    | Ferrara – Nervesa della Battaglia        | etapa plana               | 180            | Elia Viviani          | Simon Yates  |
| 14    | 19 mai.    | San Vito al Tagliamento – Monte Zoncolan | alta montanha             | 186            | Chris Froome          | Simon Yates  |
| 15    | 20 mai.    | Tolmezzo – Sappada                       | média montanha            | 176            | Simon Yates           | Simon Yates  |
|       | 21 de maio | Dia de descanso                          | Dia de descanso           |                |                       |              |
| 16    | 22 mai.    | Trento – Rovereto                        | contrarrelógio individual | 34,2           | Rohan Dennis          | Simon Yates  |
| 17    | 23 mai.    | Riva del Garda – Iseo                    | etapa escarpada           | 155            | Elia Viviani          | Simon Yates  |
| 18    | 24 mai.    | Abbiategrasso – Prato Nevoso             | média montanha            | 196            | Maximilian Schachmann | Simon Yates  |
| 19    | 25 mai.    | Venaria Reale – Bardonecchia             | alta montanha             | 184            | Chris Froome          | Chris Froome |
| 20    | 26 mai.    | Susa – Breuil-Cervinia                   | alta montanha             | 214            | Mikel Nieve           | Chris Froome |
| 21    | 27 mai.    | Roma – Roma                              | etapa plana               | 115            | Sam Bennett           | Chris Froome |

## Classificações finais
As classificações finalizaram da seguinte forma:

### Classificação geral(Maglia Rosa)
| \| Classificação geral \| Classificação geral \| Classificação geral \| Classificação geral \| Classificação geral \| \| Ciclista \| Ciclista \| Equipe \| Tempo \| \| \| ------------------- \| ----------------------- \| ------------------------- \| ------------------- \| ------------------- \| \| 1. \| Chris Froome \| Team Sky \| 89h02m39s \| \| \| 2. \| Tom Dumoulin \| Team Sunweb \| + 46s \| \| \| 3. \| Miguel Ángel López \| Astana \| + 4m57s \| \| \| 4. \| Richard Carapaz \| Movistar Team \| + 5m44s \| \| \| 5. \| Domenico Pozzovivo \| Bahrain-Merida \| + 8m03s \| \| \| 6. \| Pello Bilbao \| Astana \| + 11m50s \| \| \| 7. \| Patrick Konrad \| Bora-Hansgrohe \| + 13m01s \| \| \| 8. \| George Bennett \| LottoNL-Jumbo \| + 13m17s \| \| \| 9. \| Sam Oomen \| Team Sunweb \| + 14m18s \| \| \| 10. \| Davide Formolo \| Bora-Hansgrohe \| + 15m16s \| \| \| 11. \| Alexandre Geniez \| AG2R La Mondiale \| + 17m30s \| \| \| 12. \| Wout Poels \| Team Sky \| + 17m40s \| \| \| 13. \| Sergio Henao \| Team Sky \| + 29m41s \| \| \| 14. \| José Gonçalves \| Katusha-Alpecin \| + 34m29s \| \| \| 15. \| Carlos Alberto Betancur \| Movistar Team \| + 41m48s \| \| \| 16. \| Rohan Dennis \| BMC Racing Team \| + 56m07s \| \| \| 17. \| Mikel Nieve \| Mitchelton-Scott \| + 58m16s \| \| \| 18. \| Gianluca Brambilla \| Trek-Segafredo \| + 1h00m30s \| \| \| 19. \| Michael Woods \| EF Education First-Drapac \| + 1h01m24s \| \| \| 20. \| Hubert Dupont \| AG2R La Mondiale \| + 1h03m54s \| \| |                         |                           |            |
| |                         |                           |            |
| Fonte: ProCyclingStats |                         |                           |            |
| Classificação geral |                         |                           |            |
| Ciclista | Ciclista                | Equipe                    | Tempo      |
| 1. | Chris Froome            | Team Sky                  | 89h02m39s  |
| 2. | Tom Dumoulin            | Team Sunweb               | + 46s      |
| 3. | Miguel Ángel López      | Astana                    | + 4m57s    |
| 4. | Richard Carapaz         | Movistar Team             | + 5m44s    |
| 5. | Domenico Pozzovivo      | Bahrain-Merida            | + 8m03s    |
| 6. | Pello Bilbao            | Astana                    | + 11m50s   |
| 7. | Patrick Konrad          | Bora-Hansgrohe            | + 13m01s   |
| 8. | George Bennett          | LottoNL-Jumbo             | + 13m17s   |
| 9. | Sam Oomen               | Team Sunweb               | + 14m18s   |
| 10. | Davide Formolo          | Bora-Hansgrohe            | + 15m16s   |
| 11. | Alexandre Geniez        | AG2R La Mondiale          | + 17m30s   |
| 12. | Wout Poels              | Team Sky                  | + 17m40s   |
| 13. | Sergio Henao            | Team Sky                  | + 29m41s   |
| 14. | José Gonçalves          | Katusha-Alpecin           | + 34m29s   |
| 15. | Carlos Alberto Betancur | Movistar Team             | + 41m48s   |
| 16. | Rohan Dennis            | BMC Racing Team           | + 56m07s   |
| 17. | Mikel Nieve             | Mitchelton-Scott          | + 58m16s   |
| 18. | Gianluca Brambilla      | Trek-Segafredo            | + 1h00m30s |
| 19. | Michael Woods           | EF Education First-Drapac | + 1h01m24s |
| 20. | Hubert Dupont           | AG2R La Mondiale          | + 1h03m54s |

### Classificação por pontos(Maglia Ciclamino)
| Classificação por pontos | Classificação por pontos | Classificação por pontos      | Classificação por pontos | Classificação por pontos |
| Ciclista                 | Ciclista                 | Equipe                        | Pontos                   |                          |
| ------------------------ | ------------------------ | ----------------------------- | ------------------------ | ------------------------ |
| 1.                       | Elia Viviani             | Quick-Step Floors             | 341 pts                  |                          |
| 2.                       | Sam Bennett              | Bora-Hansgrohe                | 282 pts                  |                          |
| 3.                       | Davide Ballerini         | Androni Giocattoli-Sidermec   | 147 pts                  |                          |
| 4.                       | Sacha Modolo             | EF Education First-Drapac     | 122 pts                  |                          |
| 5.                       | Simon Yates              | Mitchelton-Scott              | 113 pts                  |                          |
| 6.                       | Marco Frapporti          | Androni Giocattoli-Sidermec   | 111 pts                  |                          |
| 7.                       | Danny van Poppel         | LottoNL-Jumbo                 | 107 pts                  |                          |
| 8.                       | Niccolò Bonifazio        | Bahrain-Merida                | 103 pts                  |                          |
| 9.                       | Eugert Zhupa             | Wilier Triestina-Selle Italia | 84 pts                   |                          |
| 10.                      | Tom Dumoulin             | Team Sunweb                   | 73 pts                   |                          |

### Classificação da montanha(Maglia Azzurra)
| Classificação da montanha | Classificação da montanha | Classificação da montanha | Classificação da montanha | Classificação da montanha |
| Ciclista                  | Ciclista                  | Equipe                    | Pontos                    |                           |
| ------------------------- | ------------------------- | ------------------------- | ------------------------- | ------------------------- |
| 1.                        | Chris Froome              | Team Sky                  | 125 pts                   |                           |
| 2.                        | Giulio Ciccone            | Bardiani CSF              | 108 pts                   |                           |
| 3.                        | Simon Yates               | Mitchelton-Scott          | 91 pts                    |                           |
| 4.                        | Mikel Nieve               | Mitchelton-Scott          | 79 pts                    |                           |
| 5.                        | Richard Carapaz           | Movistar Team             | 65 pts                    |                           |
| 6.                        | Tom Dumoulin              | Team Sunweb               | 49 pts                    |                           |
| 7.                        | Esteban Chaves            | Mitchelton-Scott          | 47 pts                    |                           |
| 8.                        | Valerio Conti             | UAE Team Emirates         | 42 pts                    |                           |
| 9.                        | Domenico Pozzovivo        | Bahrain-Merida            | 40 pts                    |                           |
| 10.                       | Matteo Montaguti          | AG2R La Mondiale          | 37 pts                    |                           |

### Classificação dos jovens(Maglia Bianca)
| Classificação dos jovens | Classificação dos jovens | Classificação dos jovens    | Classificação dos jovens | Classificação dos jovens |
| Ciclista                 | Ciclista                 | Equipe                      | Tempo                    |                          |
| ------------------------ | ------------------------ | --------------------------- | ------------------------ | ------------------------ |
| 1.                       | Miguel Ángel López       | Astana                      | 89h07m36s                |                          |
| 2.                       | Richard Carapaz          | Movistar Team               | + 47s                    |                          |
| 3.                       | Sam Oomen                | Team Sunweb                 | + 9m21s                  |                          |
| 4.                       | Valerio Conti            | UAE Team Emirates           | + 1h18m07s               |                          |
| 5.                       | Fausto Masnada           | Androni Giocattoli-Sidermec | + 1h21m16s               |                          |
| 6.                       | Felix Großschartner      | Bora-Hansgrohe              | + 1h23m50s               |                          |
| 7.                       | Matej Mohorič            | Bahrain-Merida              | + 1h35m21s               |                          |
| 8.                       | Maximilian Schachmann    | Quick-Step Floors           | + 1h36m39s               |                          |
| 9.                       | Jack Haig                | Mitchelton-Scott            | + 1h58m09s               |                          |
| 10.                      | Giulio Ciccone           | Bardiani CSF                | + 2h03m58s               |                          |

### Classificação por equipas por tempo
| Classificação por equipes | Classificação por equipes | Classificação por equipes | Classificação por equipes |
| Equipe                    | Equipe                    | Tempo                     |                           |
| ------------------------- | ------------------------- | ------------------------- | ------------------------- |
| 1.                        | Sky                       | 267h48m47s                |                           |
| 2.                        | Astana                    | + 24m58s                  |                           |
| 3.                        | Bora-Hansgrohe            | + 43m32s                  |                           |
| 4.                        | Team Sunweb               | + 1h14m35s                |                           |
| 5.                        | AG2R La Mondiale          | + 1h30m32s                |                           |
| 6.                        | Movistar Team             | + 1h39m45s                |                           |
| 7.                        | Lotto NL-Jumbo            | + 1h47m01s                |                           |
| 8.                        | Mitchelton-Scott          | + 2h31m52s                |                           |
| 9.                        | UAE Team Emirates         | + 2h33m27s                |                           |
| 10.                       | Groupama-FDJ              | + 2h34m04s                |                           |

### Classificação por equipas por pontos
| Classificação por equipes | Classificação por equipes | Classificação por equipes | Classificação por equipes |
| Equipe                    | Equipe                    | Pontos                    |                           |
| ------------------------- | ------------------------- | ------------------------- | ------------------------- |

## Evolução das classificações
| Etapa                 | Vencedor              | Classificação geral Maglia Rosa | Classificação por pontos Maglia Ciclamino | Classificação da montanha Maglia Azzurra | Classificação dos jovens Maglia Bianca | Classificação por equipas por tempos |
| --------------------- | --------------------- | ------------------------------- | ----------------------------------------- | ---------------------------------------- | -------------------------------------- | ------------------------------------ |
| 1.ª                   | Tom Dumoulin          | Tom Dumoulin                    | Tom Dumoulin                              | não se entregou                          | Maximilian Schachmann                  | Katusha-Alpecin                      |
| 2.ª                   | Elia Viviani          | Rohan Dennis                    | Elia Viviani                              | Enrico Barbin                            | Maximilian Schachmann                  | Katusha-Alpecin                      |
| 3.ª                   | Elia Viviani          | Rohan Dennis                    | Elia Viviani                              | Enrico Barbin                            | Maximilian Schachmann                  | Katusha-Alpecin                      |
| 4.ª                   | Tim Wellens           | Rohan Dennis                    | Elia Viviani                              | Enrico Barbin                            | Maximilian Schachmann                  | Mitchelton-Scott                     |
| 5.ª                   | Enrico Battaglin      | Rohan Dennis                    | Elia Viviani                              | Enrico Barbin                            | Maximilian Schachmann                  | Mitchelton-Scott                     |
| 6.ª                   | Esteban Chaves        | Simon Yates                     | Elia Viviani                              | Esteban Chaves                           | Richard Carapaz                        | Mitchelton-Scott                     |
| 7.ª                   | Sam Bennett           | Simon Yates                     | Elia Viviani                              | Esteban Chaves                           | Richard Carapaz                        | Mitchelton-Scott                     |
| 8.ª                   | Richard Carapaz       | Simon Yates                     | Elia Viviani                              | Esteban Chaves                           | Richard Carapaz                        | Mitchelton-Scott                     |
| 9.ª                   | Simon Yates           | Simon Yates                     | Elia Viviani                              | Simon Yates                              | Richard Carapaz                        | Mitchelton-Scott                     |
| 10.ª                  | Matej Mohorič         | Simon Yates                     | Elia Viviani                              | Simon Yates                              | Richard Carapaz                        | Mitchelton-Scott                     |
| 11.ª                  | Simon Yates           | Simon Yates                     | Elia Viviani                              | Simon Yates                              | Richard Carapaz                        | Mitchelton-Scott                     |
| 12.ª                  | Sam Bennett           | Simon Yates                     | Elia Viviani                              | Simon Yates                              | Richard Carapaz                        | Mitchelton-Scott                     |
| 13.ª                  | Elia Viviani          | Simon Yates                     | Elia Viviani                              | Simon Yates                              | Richard Carapaz                        | Mitchelton-Scott                     |
| 14.ª                  | Chris Froome          | Simon Yates                     | Elia Viviani                              | Simon Yates                              | Miguel Ángel López                     | Sky                                  |
| 15.ª                  | Simon Yates           | Simon Yates                     | Elia Viviani                              | Simon Yates                              | Miguel Ángel López                     | Sky                                  |
| 16.ª                  | Rohan Dennis          | Simon Yates                     | Elia Viviani                              | Simon Yates                              | Miguel Ángel López                     | Sky                                  |
| 17.ª                  | Elia Viviani          | Simon Yates                     | Elia Viviani                              | Simon Yates                              | Miguel Ángel López                     | Sky                                  |
| 18.ª                  | Maximilian Schachmann | Simon Yates                     | Elia Viviani                              | Simon Yates                              | Miguel Ángel López                     | Sky                                  |
| 19.ª                  | Chris Froome          | Chris Froome                    | Elia Viviani                              | Chris Froome                             | Miguel Ángel López                     | Sky                                  |
| 20.ª                  | Mikel Nieve           | Chris Froome                    | Elia Viviani                              | Chris Froome                             | Miguel Ángel López                     | Sky                                  |
| 21.ª                  | Sam Bennett           | Chris Froome                    | Elia Viviani                              | Chris Froome                             | Miguel Ángel López                     | Sky                                  |
| Classificações finais | Classificações finais | Chris Froome                    | Elia Viviani                              | Chris Froome                             | Miguel Ángel López                     | Sky                                  |

## UCI World Ranking
O Giro de Itália outorga pontos para o UCI World Tour de 2018 e o UCI World Ranking, este último para corredores das equipas nas categorias UCI WorldTeam, Profissional Continental e Equipas Continentais. As seguintes tabelas mostram o barómetro de pontuação e os 10 corredores que obtiveram mais pontos:
| Posição             | 1.º | 2.º | 3.º | 4.º | 5.º | 6.º | 7.º | 8.º | 9.º | 10.º | 11.º | 12.º | 13.º | 14.º | 15.º | 16.º | 17.º | 18.º | 19.º | 20.º | 21.º-25.º | 26.º-30.º | 31.º-40.º | 41.º-50.º | 51.º-55.º | 56.º-60.º |
| Classificação geral | 850 | 680 | 575 | 460 | 380 | 320 | 260 | 220 | 180 | 140  | 120  | 100  | 84   | 68   | 60   | 56   | 52   | 48   | 44   | 40   | 32        | 24        | 20        | 16        | 12        | 8         |
| Por etapa           | 100 | 40  | 20  | 12  | 4   |     |     |     |     |      |      |      |      |      |      |      |      |      |      |      |           |           |           |           |           |           |
| Líder               | 20  |     |     |     |     |     |     |     |     |      |      |      |      |      |      |      |      |      |      |      |           |           |           |           |           |           |

| Classificação                    | Classificação      | Classificação     | Classificação | Classificação | Classificação | Classificação |
| Posição                          | Ciclista           | Equipa            | General       | Etapa         | Líder         | Total         |
| -------------------------------- | ------------------ | ----------------- | ------------- | ------------- | ------------- | ------------- |
| style="text-align: center;" 1.º  | Chris Froome       | Sky               | 850           | 204           | 40            | 1094          |
| style="text-align: center;" 2.º  | Tom Dumoulin       | Sunweb            | 680           | 188           | 20            | 888           |
| style="text-align: center;" 3.º  | Simon Yates        | Mitchelton-Scott  | 32            | 400           | 260           | 692           |
| style="text-align: center;" 4.º  | Miguel Ángel López | Astana            | 575           | 64            | -             | 639           |
| style="text-align: center;" 5.º  | Richard Carapaz    | Movistar          | 460           | 148           | -             | 608           |
| style="text-align: center;" 6.º  | Elia Viviani       | Quick-Step Floors | -             | 480           | -             | 480           |
| style="text-align: center;" 7.º  | Sam Bennett        | Bora-Hansgrohe    | -             | 440           | -             | 440           |
| style="text-align: center;" 8.º  | Domenico Pozzovivo | Bahrain Merida    | 380           | 52            | -             | 432           |
| style="text-align: center;" 9.º  | Pello Bilbao       | Astana            | 320           | -             | -             | 320           |
| style="text-align: center;" 10.º | Rohan Dennis       | BMC Racing        | 56            | 140           | 80            | 276           |